# Хераз
Хераз (в верховье Руде-Лар; перс. رودخانه هراز‎; устар. передача Рудханейе-Хераз) — река в Иране, протекает по провинции Мазендеран. Впадает в Каспийское море. Общий перепад высоты более 2884 метров.
По долине Хераза проходит автотрасса A-1, связывающая провинцию Мазендеран с Тегераном и остальной частью страны.

## Течение
Берёт начало в ущельях хребта Эльбурс на высоте свыше 2856 м над уровнем моря. Течёт на юго-восток. За впадающим слева притоком, Абару-Рудом, на реке находится крупное водохранилище, образованное гравитационной плотиной. Далее Руде-Лар огибает потухший вулкан Демавенд (высочайшая точка Ирана) и меняет направление течения на северо-восточное. Приняв ряд крупных притоков (Рудханейе-Немаростак, Ширкеларуд и Нурруд), Рудханейе-Хераз выходит на равнину северного Мазендерана. Здесь на реке расположен крупный город провинции — Амоль. Распавшись на множество проток Рудханейе-Хераз впадает в Каспийское море на высоте −28 м над уровнем моря. У устья основного русла расположено поселение Чаксер.

## Речная система
→ Миандоаб
← Нур (Нурруд)
→ Ширкеларуд (Шеклору)
← Абе-Перме
→ Рудханейе-Немаростак (Пенджаб)
← Абе-Мешкэмбар
← Абе-Резан
→ Заир
← Абару-Руд
← Аларм-Руд
→ Чехельбереруд
→ Хошкруд

## Галерея

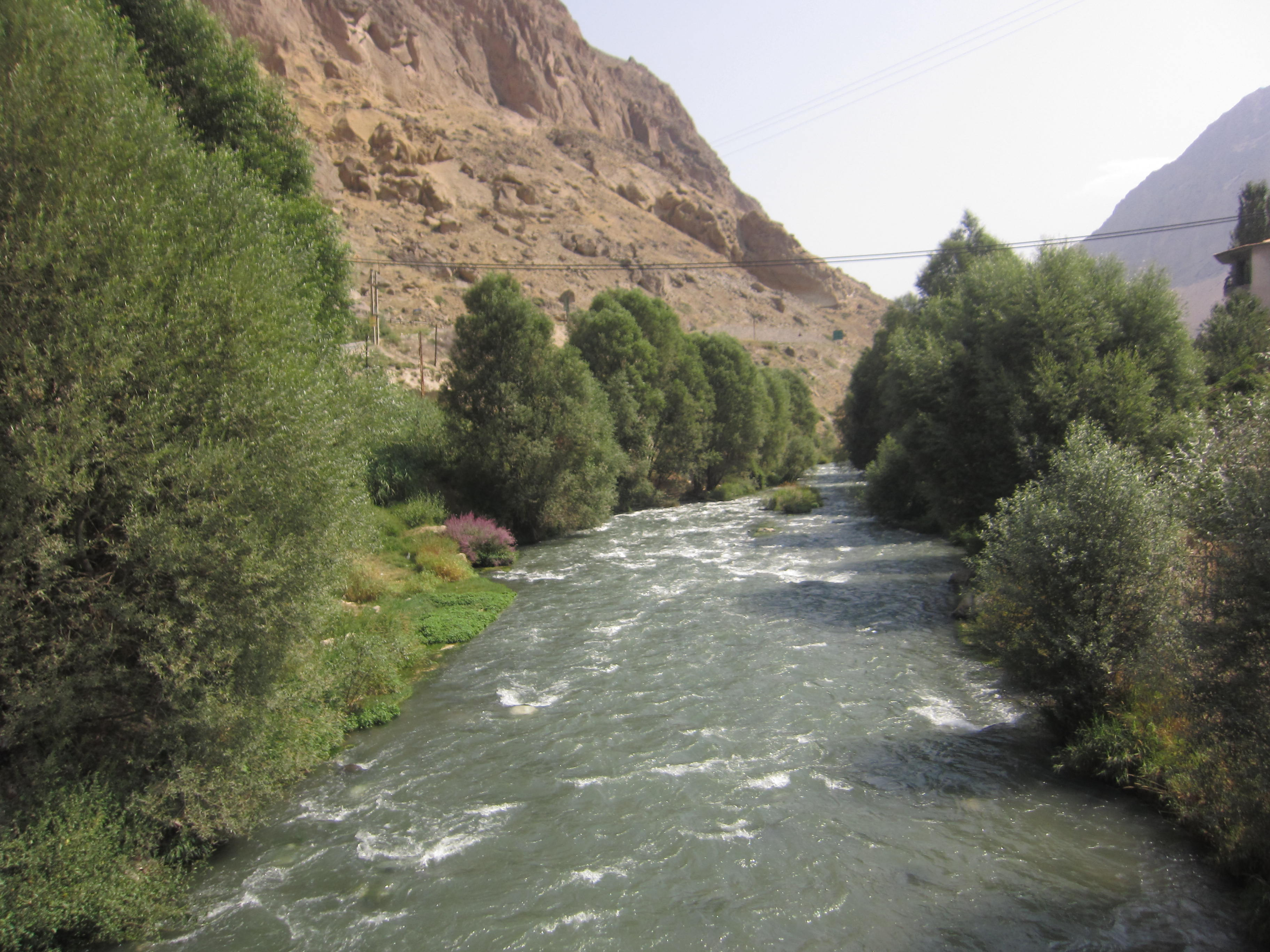
Хераз в центральной части течения, у поселения Кандели
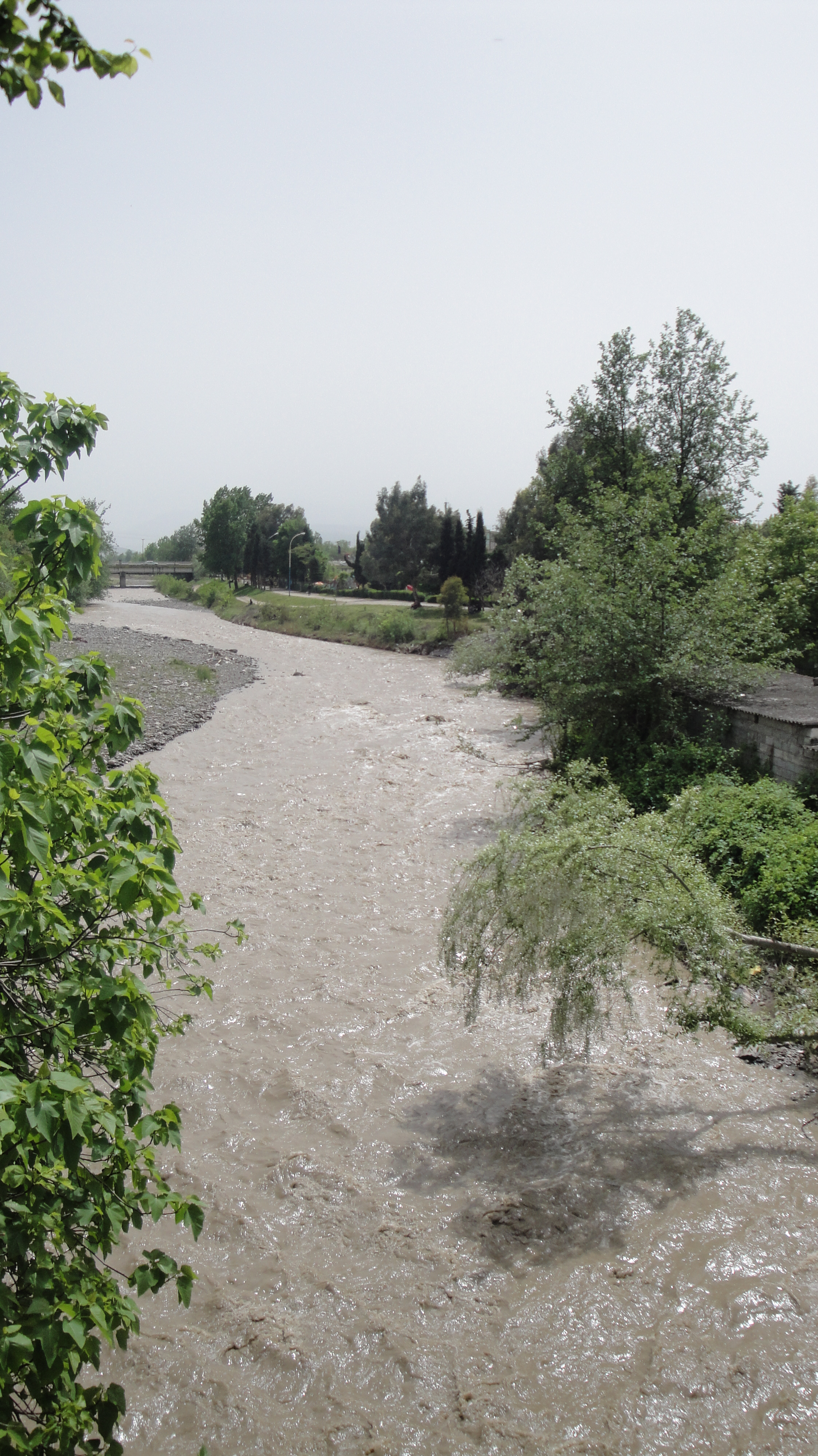
Хераз у города Амоль в нижней, равнинной части течения